# 1998 au Manitoba
Chronologie du Manitoba
- 1994
- 1995
- 1996
- 1997
- 1998
- 1999
- 2000
- 2001
- 2002

Cette page concerne des événements d'actualité qui se sont produits durant l'année 1998 dans la province canadienne du Manitoba.

## Politique
- Premier ministre : Gary Filmon
- Chef de l'Opposition :
- Lieutenant-gouverneur : Yvon Dumont
- Législature :

## Naissances
- 23 juin : Isabela Onyshko, gymnaste.